# Dzmitry Barysaw
Dzmitry Barysaw (tiếng Belarus: Дзмітрый Барысаў; tiếng Nga: Дмитрий Борисов; sinh 8 tháng 1 năm 1995) là một cầu thủ bóng đá Belarus. Tính đến năm 2017, anh thi đấu cho Dinamo Brest.

## Danh hiệu
Dinamo Brest
- Vô địch Cúp bóng đá Belarus: 2016–17